# Dalavanur
Dalavanur (tamoul : தளவானூர், taḷavāṉūr) est un village de 1174 habitants, situé dans le District de Viluppuram au Tamil Nadu, à 16km au sud de la ville de Gingee. Ce village abrite un temple shivaïte datant de l'époque Pallava.

## Temple de Satrumalla Pallava

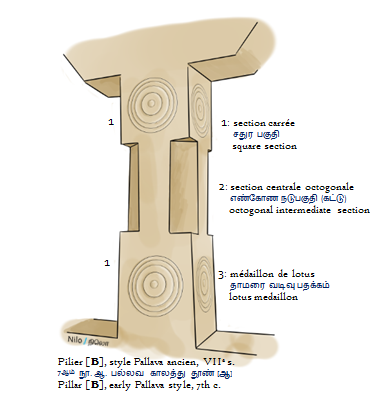
Pilier du style Pallava ancien, VIIe s.

Sur le flanc sud d'une petite colline connue localement sous le nom de Panjapandavamalai, le mont des cinq Pandavas a été creusé un temple datant du début du VIIe siècle durant le règne de Mahendravarman de la dynastie Pallava. Sa largeur est de 10 mètres, la façade présente trois ouvertures partitionnées par deux piliers caractéristiques de l'ancien style Pallava, à savoir leur base et leur haut de forme cubique et leur partie centrale octogonale et terminées par deux pilastres, flanqués de part et d'autre de deux niches peu profondes où sont sculptés deux Dvārapāla, divinités gardiennes de portes.